# Напрямок вітру

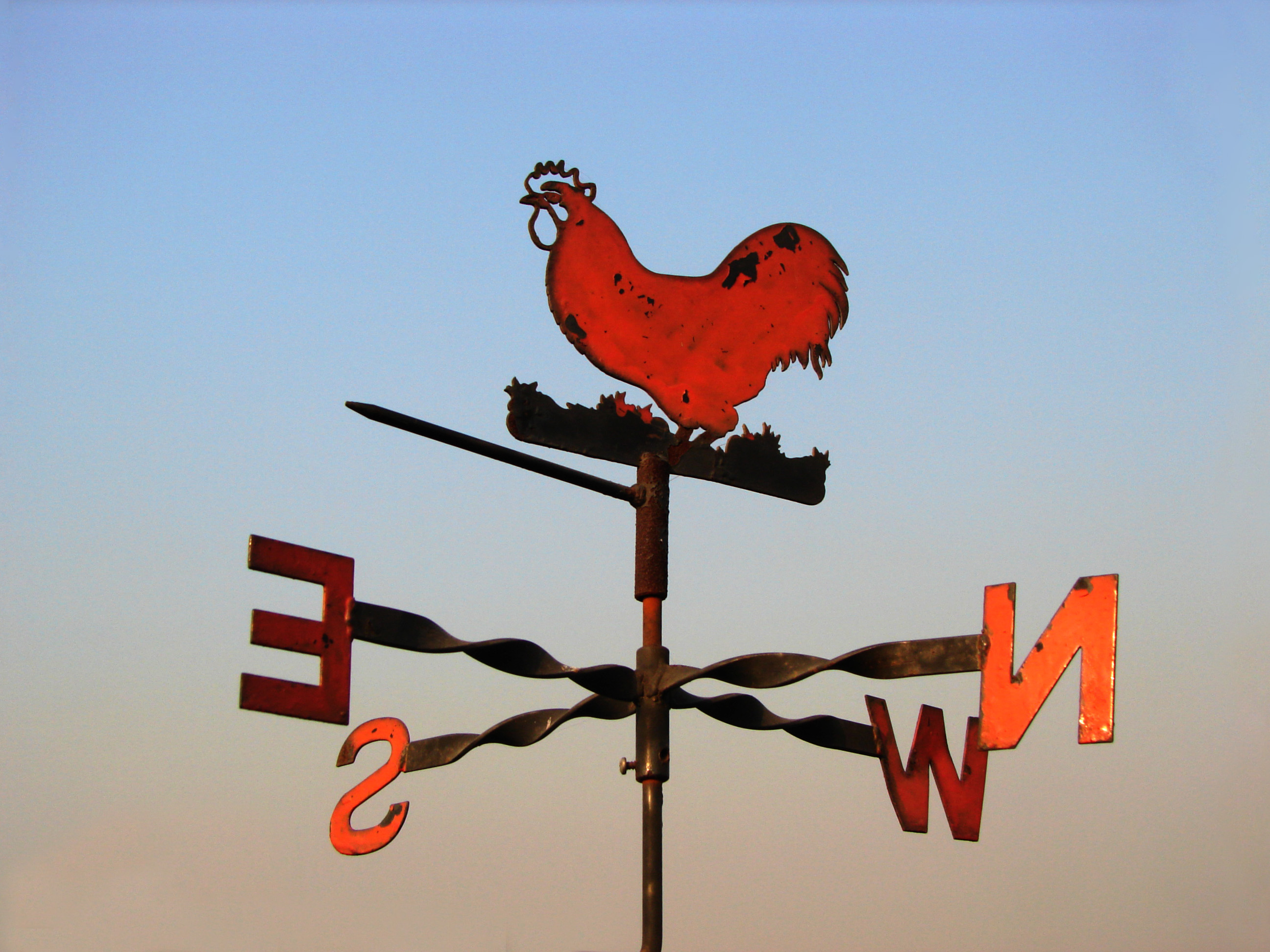
Флюгер

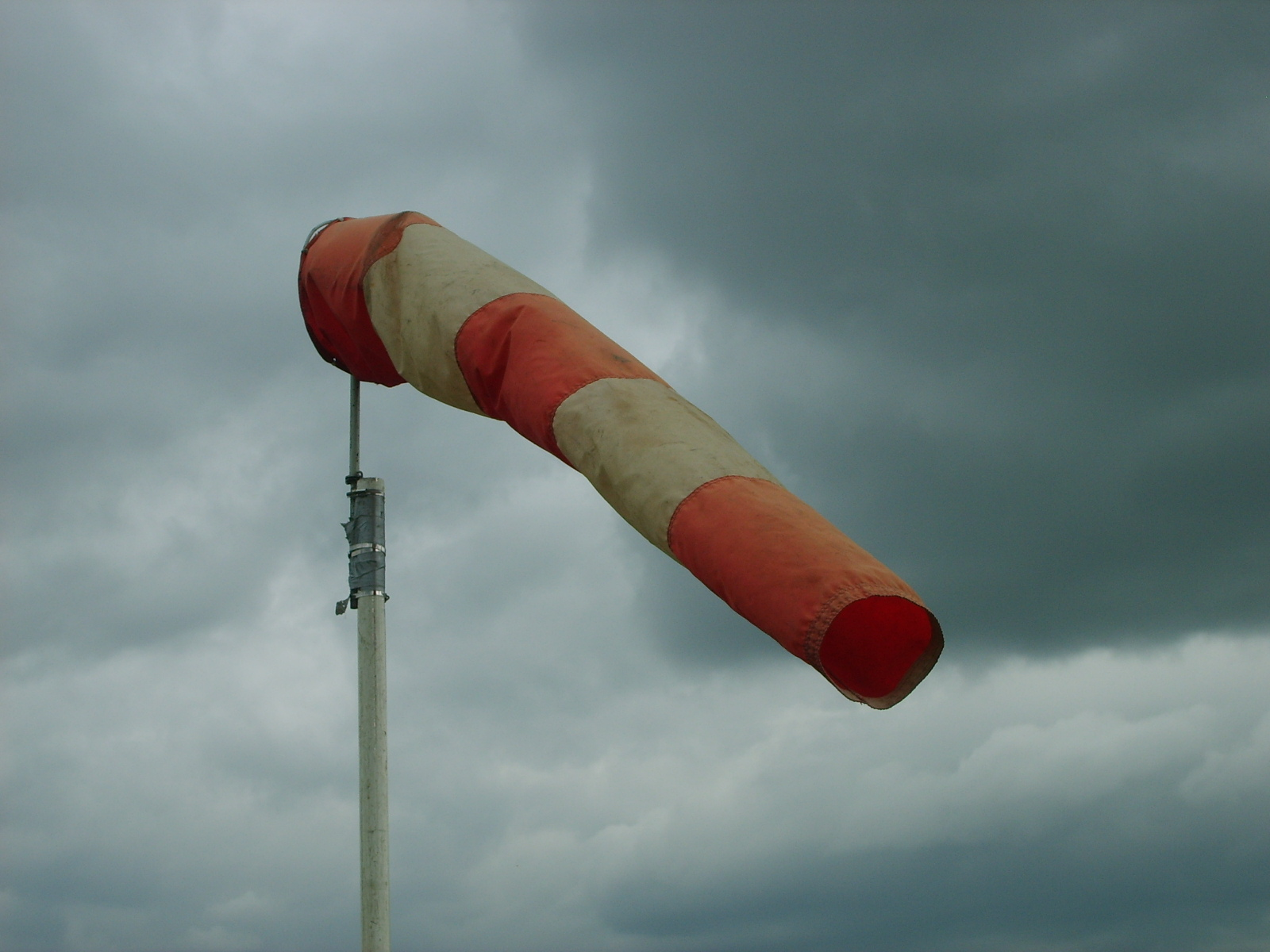
Вітровказівник

Напрямок вітру — одна з характеристик вітру. Найчастіше, зокрема у метеорології, напрямок вітру визначається як азимут напрямку з якого дме вітер.
Виключенням, однак, є аеронавігаційне визначення, що вказує напрямок у якому дме вітер, тобто який відрізняється на 180°.
Виникнення горизонтальних повітряних течій обумовлене дією 4-х основних сил.
1. Градієнтна сила. Будь-який рух виникає під дією якоїсь сили. Сила, що приводить у рух повітря, виникає при різниці тиску в двох точках простору. Різниця тиску по горизонталі характеризується горизонтальним градієнтом тиску. Тому ця сила називається градієнтною силою. Під дією градієнтної сили повітряні маси починають рухатись за напрямком горизонтального градієнту тиску.
2. Відхиляюча сила обертання Землі (сила Коріоліса). Так як вітер — це рух повітря відносно Землі, то необхідно врахувати, що сама Земля обертається навколо своєї осі з кутовою швидкістю ω. Виражена в радіанах в секунду, вона дорівнює:
ω = 2π/24∙60∙60 = 7,29∙10-5 сек-1
Ще в 1838 році Коріоліс довів, що при будь-якому русі відносно обертальної системи координат тіло зазнає додаткове, так зване поворотне прискорення. Зазнає його і повітря, що рухається відносно Землі, тобто вітер. Повітря, беручи участь в обертальному русі Землі, намагається за інерцією зберегти напрямок руху, наданий йому первинною силою. Але оскільки Земля — це обертальна система, то і повітряний потік відхиляється від свого первинного напрямку. Сила Коріоліса направлена під прямим кутом до руху повітря, в північній півкулі вправо, в південній півкулі — вліво. Тому вона не прискорює і не сповільнює цей рух, а лише змінює його напрям. Для різних широт силу Коріоліса можна розрахувати за формулою: А = 2Vωsinφ
де V — швидкість вітру, φ — широта місцевості.
3. Сила тертя. Сила тертя гальмує рух повітря. Вона складається з сили зовнішнього тертя R0, пов'язаною з гальмувальною дією земної поверхні, та з сили внутрішнього тертя R1, пов'язаної з молекулярною та турбулентною в'язкістю повітря. Сила зовнішнього тертя лише гальмує рух, але не змінює його напрям. Вона направлена проти руху повітря і пропорційна його швидкості: R0 = -k0V, де k0 — коефіцієнт пропорційності.
Дія сили внутрішнього тертя полягає в тому, що сусідні повітряні шари і об'єми, які мають різну швидкість, впливають на взаємний рух і між ними виникає сила в'язкості. Основна частина внутрішнього тертя обумовлена турбулентним перемішуванням, і тому часто називається турбулентним тертям.
Сила внутрішнього тертя не має завжди визначеного однакового напряму відносно до руху повітря, зокрема не збігається з силою зовнішнього тертя. Тому загальна сила тертя дорівнює: R = -kV, де k — коефіцієнт пропорційності, що залежить не лише від шорсткості підстильної поверхні (як у випадку k0), але й від інтенсивності турбулентності в повітрі, що рухається.
4. Відцентрова сила. Ця сила виникає при криволінійному русі повітря. В розрахунку на одиницю маси вона виражається формулою: C = V2/r, де V — швидкість руху, r — радіус кривини траєкторії.
Відцентрова сила направлена за радіусом кривини траєкторії руху від центру, тобто в сторону випуклості траєкторії.
Для вимірювання напрямку вітру використовуються різноманітні пристрої, найпростішими та найпоширенішими з яких є вітровказівник і флюгер. Обидва ці пристрої працюють, повертаючись при найменшому подиху вітру у напрямку його руху. У примітивних ситуаціях, коли недоступні подібні пристої, людина може використовувати свій вказівний палець для встановлення напрямку вітру. Це робиться шляхом змочування пальця і виставлення його вгору. При цьому з того боку, звідки дме вітер, палець відчуває прохолоду, яка обумовлена підвищеною швидкістю випаровування вологи з шкіри пальця через потік повітря. Але цей метод «вимірювання пальцем» напряму вітру не працює в дуже вологих або надмірно теплих кліматичних умовах.